# Belote
La belote (pronunciación en francés: /bəlɔt/) es un juego de cartas de 2 a 4 jugadores, aunque habitualmente se juega por parejas, que utiliza la baraja francesa o la baraja inglesa de 32 cartas. 
Es muy popular en Francia y en algunos países europeos, como Armenia, Bulgaria, Croacia, Chipre, Grecia, Luxemburgo y también en Arabia Saudí. 
Dentro de la terminología del juego, se utiliza “belote” para designar la pareja del rey y la dama del palo de triunfo, posiblemente dando lugar al propio nombre del juego.
Se trata de un juego à contrat (por contrato), en el sentido de que uno de los dos equipos se compromete a conseguir más puntos que el adversario y el fracaso se penaliza. Existen varias versiones, entre ellas la contrée, la coinche y la belote con y sin anuncios.
Hay juegos similares como el jass, que se juega con 36 cartas, el klaberjass holandés (también conocido como “bela”), el klaverjas, el tute, etc. Entre las variantes del juego se encuentran el belot en Europa del Este, el baloot en Arabia Saudí, la pilotta en Chipre o el bolot en España.

## Historia
Fue inventado alrededor de 1920 en Francia y las reglas definitivas del juego se publicaron por primera vez en 1921.
Según una de las versiones más populares, se trata de un juego judío que fue exportado a Estados Unidos y luego importado a Francia por comerciantes de diamantes estadounidenses (u holandeses) a principios del siglo XX. Los comerciantes franceses empezaron a jugar a la belote porque les gustaba el juego.

## Reglas
El juego se practica de forma diferente en distintos lugares, pero la mayoría de las versiones comparten un conjunto amplio de reglas. Se utiliza una baraja típica francesa de 32 cartas con 8 cartas en cada palo (as, rey, dama, valet, 10, 9, 8 y 7).
Es jugado principalmente por 4 personas, pero existen versiones para 2, 3 o 5 jugadores, incluyendo una versión de dos jugadores con "cartas abiertas". Los jugadores forman dos equipos en la versión habitual de 4 jugadores: norte-sur y este-oeste, y juegan por turnos en sentido contrario a las agujas del reloj.

### Orden de las cartas
Las cartas siguen un orden jerárquico descendente en función de si son triunfo o no.
Orden de cartas de los palos que no son triunfo:
| As de corazones | 10 de corazones | Rey de corazones | Dama de corazones | Valet de corazones | 9 de corazones | 8 de corazones | 7 de corazones |

Orden de cartas del palo de triunfo:
| Valet de corazones | 9 de corazones | As de corazones | 10 de corazones | Rey de corazones | Dama de corazones | 8 de corazones | 9 de corazones |

Orden de cartas para los anuncios (en este caso tienen la jerarquía natural):
| As de corazones | Rey de corazones | Dama de corazones | Valet de corazones | 10 de corazones | 9 de corazones | 8 de corazones | 7 de corazones |

### Valor de las cartas
El valor de cada carta también depende de si es triunfo o no. En este caso el valet y el nueve toman diferentes valores.
| Resto de palos  |    |    | A  | 10 | R | D | V | 9 | 8 | 7 |
| --------------- | -- | -- | -- | -- | - | - | - | - | - | - |
| Valor           | 20 | 14 | 11 | 10 | 4 | 3 | 2 | 0 | 0 | 0 |
| Palo de triunfo | V  | 9  | A  | 10 | R | D |   |   | 8 | 7 |

### Reparto de cartas
En principio, las cartas sólo se barajan al principio de la partida y no se vuelve a barajar. Es cortada por el jugador que precede al repartidor, excepto en el primer reparto de la partida, en el que lo hace el compañero del repartidor. El primer reparto de una partida lo realizan los ganadores de la partida anterior. Se deben cortar al menos tres cartas.
Las cartas se reparten en sentido contrario a las agujas del reloj, empezando por el jugador a la derecha del repartidor. Cada jugador recibe tres cartas, y luego otro de dos. El resto de las cartas permanecen temporalmente boca abajo. Si se acuerda un contrato, se reparten las cartas restantes después de la puja: de tres en tres para cada jugador (excepto para el jugador al que le tocó la carta sobre la mesa, que recibe dos).